# Second Helping
Albums de Lynyrd Skynyrd
(pronounced 'lĕh-'nérd 'skin-'nérd)
(1973) Nuthin' Fancy
(1975)
Singles
1. Don't Ask Me No Questions
Sortie : avril 1974
2. Sweet Home Alabama
Sortie : 24 juin 1974

Second Helping est le deuxième album studio du groupe Lynyrd Skynyrd. Il est sorti le 15 avril 1974 sur le label MCA Records et a été produit par Al Kooper.

## Historique
De retour de la tournée "Quadrophenia" des Who dont ils assuraient la première partie, les musiciens de Lynyrd Skynyrd rejoignent Al Kooper dans les studios Record Plant de Los Angeles pour enregistrer leur deuxième album. Le travail s'étala pendant le mois de janvier 1974 et ne fut pas de tout repos pour le groupe, premièrement parce qu'il était loin des studios de Doraville en Géorgie où il avait ses habitudes et deuxièmement parce que les Eagles et Stevie Wonder enregistraient dans les studios voisins et que Jackson Browne et John Lennon étaient souvent présent dans les couloirs. Le jour où John Lennon entra dans la salle de contrôle pendant que Lynyrd Skynyrd enregistrait, sa présence paralysa les musiciens qui durent mettre fin à la journée de travail .
Sorti seulement sept mois après leur premier album (pronounced 'lĕh-'nérd 'skin-'nérd), il comprend leur plus grand succès, l'hymne Sweet Home Alabama, composé et enregistré au studio One de Doraville  quelques jours seulement avant la sortie du premier album en réponse aux chansons de Neil Young, "Alabama" et "Southern Man". "Sweet Home Alabama" devait être le premier single de l'album selon les vœux de Ronnie Van Zant et du groupe, mais Al Kooper et MCA en décidèrent autrement et optèrent pour la chanson "Don't Ask Me No Questions" qui n'eut pas le succès escompté. "Sweet Home Alabama" sur lequel Al Kooper apporte l'idée d'ajouter des choristes (dont Clydie King et Merry Clayton) sortira finalement en single le 24 juin 1974 et eut un énorme succès, se classant notamment à la 8e place du Billboard Hot 100 américain.
La chanson, "Working for MCA", fut écrite pour l'occasion de la party que donnait Al Kooper aux grands labels discographiques  pour faire connaitre les nouveaux groupes de son label Sound of the South. Cette chanson attira l'oreille de MCA Records qui signa le groupe pour la somme de neuf mille dollars. "Call Me the Breeze" est une reprise d'une chanson de J.J. Cale qui figurait sur son premier album. À l'origine elle durait deux minutes trente cinq, la version studio de Lynyrd Skynyrd durait un peu plus de cinq minutes et les versions en public. Cette chanson devint rapidement un incontournable lors des concerts et sa durée en "live" s'allongeait selon les concerts encore un peu plus.
Second Helping se hissera finalement à la 12e place du Billboard 200 et se vendra à plus de deux millions d'exemplaires (double disque de platine) aux États-Unis.

## Liste des titres
Face 1
| No | Titre                     | Auteur                                  | Durée |
| -- | ------------------------- | --------------------------------------- | ----- |
| 1. | Sweet Home Alabama        | Ed King/Gary Rossington/Ronnie Van Zant | 4:42  |
| 2. | I Need You                | King, Rossington, Van Zant              | 6:48  |
| 3. | Don't Ask Me No Questions | Rossington, Van Zant                    | 3:25  |
| 4. | Workin' For MCA           | King, Van Zant                          | 4:46  |

Face 2
| No | Titre                     | Auteur                  | Durée |
| -- | ------------------------- | ----------------------- | ----- |
| 5. | The Ballad Of Curtis Loew | Allen Collins, Van Zant | 4:50  |
| 6. | Swamp Music               | King, Van Zant          | 3:33  |
| 7. | The Needle And The Spoon  | Collins, Van Zant       | 3:53  |
| 8. | Call Me The Breeze        | J.J. Cale               | 5:08  |

Titres bonus de la réédition 1997
| No  | Titre                                           | Auteur               | Durée |
| --- | ----------------------------------------------- | -------------------- | ----- |
| 9.  | Don't Ask Me No Questions (single version)      | Rossington Van Zant  | 3:31  |
| 10. | Was I Right or Wrong (Sounds of the South démo) | Rossington, Van Zant | 5:33  |
| 11. | Take Your Time (Sounds of the South démo)       | King, Van Zant       | 7:29  |

## Musiciens
Lynyrd Skynyrd
- Ronnie Van Zant : chant, chœurs
- Gary Rossington : guitare, guitare rythmique et acoustique (1)
- Allen Collins : guitare, guitare rythmique
- Ed King - guitare, guitare slide, guitare rythmique et basse (2 & 3)
- Billy Powell : claviers, piano
- Bob Burns : batterie (tout sauf 2)
- Leon Wilkeson : basse sauf (2 & 3), chœurs

Musiciens additionnels
- Mike Porter : batterie (2)
- Clydie King : chœurs (1)
- Sherlie Matthews : chœurs (1)
- Merry Clayton & Friends : chœurs (1)
- Bobby Keys, Trewor Lawrence, Steve Madiao : cuivres (3, 8)
- Al Kooper : chœurs, piano (3, 5), guitare acoustique (5)

## Charts et certifications
| Pays       | Durée du classement | Meilleur classement |
| ---------- | ------------------- | ------------------- |
| États-Unis | 45 semaines         | 12e                 |
| Canada     | 27 semaines         | 9e                  |

| Pays       | Ventes      | Certification | Date            |
| ---------- | ----------- | ------------- | --------------- |
| États-Unis | 2 × Platine | 2 000 000 +   | 21 juillet 1987 |

Charts singles
| Année | Single             | Chart               | Durée du classement | Position |
| ----- | ------------------ | ------------------- | ------------------- | -------- |
| 1974  | Sweet Home Alabama | Hot 100             | 17 semaines         | 8e       |
| 1974  | Sweet Home Alabama | RPM Top Singles     | 15 semaines         | 6e       |
| 1976  | Sweet Home Alabama | UK Singles Chart    | 4 semaines          | 31e      |
| 2008  | Sweet Home Alabama | Single Top 100      | 1 semaines          | 87e      |
| 2008  | Sweet Home Alabama | Ö3 Austria Top 40   | 7 semaines          | 56e      |
| 2008  | Sweet Home Alabama | Schweizer Hitparade | 10 semaines         | 51e      |
| 2011  | Sweet Home Alabama | Top 100             | 4 semaines          | 51e      |

Certification single
| Single             | Pays       | Ventes  | Certification | Date         |
| ------------------ | ---------- | ------- | ------------- | ------------ |
| Sweet Home Alabama | États-Unis | Platine | 1 000 000 +   | 15 août 2006 |